# Randi Hansen
Randi Hansen, pseudonimo di Miriam Hansen Troøyen (Tromsø, 24 novembre 1958), è una cantante norvegese.

## Biografia
Randi Hansen è salita alla ribalta all'inizio degli anni '80 grazie al successo Hvis æ fikk være sola di, incluso nel suo album di debutto Ho Randi, che ha raggiunto la 2ª posizione della classifica norvegese e ha venduto più di 80 000 copie a livello nazionale.
La cantante è rimasta popolare negli anni successivi: il suo secondo e terzo album, Hjerterdame e Æ undres, hanno rispettivamente raggiunto il 5º e il 16º posto in classifica, così come l'album collaborativo con Olav Stedje, Stille natt, che è arrivato al 17º posto.
Nel 1986 Randi Hansen ha messo in pausa la sua carriera musicale per dedicarsi alla famiglia. Si è stabilita a Harstad nel nord della Norvegia, dove ha insegnato musica. Nel 2008 ha pubblicato il suo primo album in oltre vent'anni, Tid som går.

## Discografia

### Album
- 1979 – Ho Randi
- 1980 – Hjerterdame
- 1981 – Æ undres
- 1982 – Hjæmlandet
- 1983 – Stille natt (con Olav Stedje)
- 1985 – Ansiktet i speilet
- 2008 – Tid som går

### Singoli
- 1981 – Kjøss ikkje ho!/Det du fikk i går
- 1984 – Mammas trygge fang/Ansiktet i speilet
- 2008 – Søt som sjokolade
- 2008 – Himmel og hav